# Кубок шотландської ліги з футболу 2014—2015
Кубок шотландської ліги 2014–2015 — 69-й розіграш Кубка шотландської ліги. Змагання проводиться за системою «плей-оф», де і визначають переможця. Переможцем став Селтік.

## Перший раунд
| Команда 1              | Рахунок         | Команда 2            |
| ---------------------- | --------------- | -------------------- |
| 2 серпня 2014          |                 |                      |
| Квін оф зе Саут (2)    | 5:0             | Елгін Сіті (4)       |
| Бріхін Сіті (3)        | 0:1             | Дамбартон (2)        |
| Данфермлін Атлетік (3) | 5:1             | Еннан Атлетік (4)    |
| Грінок Мортон (3)      | 2:1             | Бервік Рейнджерс (4) |
| Монтроз (4)            | 1:3             | Фолкерк (2)          |
| Рейт Роверз (2)        | 4:2 дч          | Форфар Атлетік (3)   |
| Альбіон Роверз (4)     | 0:0 дч пен. 3:4 | Лівінгстон (2)       |
| Гамільтон Академікал   | 2:1             | Арброт (4)           |
| Іст Стерлінгшир (4)    | 0:4             | Ейр Юнайтед (3)      |
| Данді                  | 4:0             | Пітерхед (3)         |
| Клайд (4)              | 1:2             | Ковденбіт (2)        |
| Странрар (3)           | 1:0             | Іст Файф (4)         |
| Ейрдріоніанс (3)       | 1:3             | Стенхаузмур (3)      |
| Аллоа Атлетік (2)      | 1:0             | Стерлінг Альбіон (3) |
| 26 серпня 2014         |                 |                      |
| Квінз Парк (4)         | 1:2             | Рейнджерс (2)        |

## Другий раунд
| Команда 1            | Рахунок         | Команда 2                 |
| -------------------- | --------------- | ------------------------- |
| 26 серпня 2014       |                 |                           |
| Грінок Мортон (3)    | 0:1             | Партік Тісл               |
| Стенхаузмур (3)      | 1:2             | Гарт оф Мідлотіан (2)     |
| Данді                | 4:0             | Рейт Роверз (2)           |
| Фолкерк (2)          | 0:0 дч пен. 4:3 | Ковденбіт (2)             |
| Гамільтон Академікал | 4:1             | Аллоа Атлетік (2)         |
| Гіберніан (2)        | 3:2             | Дамбартон (2)             |
| Кілмарнок            | 1:0             | Ейр Юнайтед (3)           |
| Лівінгстон (2)       | 1:0 дч          | Квін оф зе Саут (2)       |
| Сент-Міррен          | 2:1             | Данфермлін Атлетік (3)    |
| Странрар (3)         | 1:2             | Росс Каунті               |
| 16 вересня 2014      |                 |                           |
| Рейнджерс (2)        | 1:0             | Інвернесс Каледоніан Тісл |

## Третій раунд
| Команда 1            | Рахунок         | Команда 2             |
| -------------------- | --------------- | --------------------- |
| 23 вересня 2014      |                 |                       |
| Абердин              | 4:0             | Лівінгстон (2)        |
| Кілмарнок            | 0:1             | Сент-Джонстон         |
| Партік Тісл          | 1:0 дч          | Сент-Міррен           |
| Росс Каунті          | 0:2             | Гіберніан (2)         |
| Фолкерк (2)          | 1:3             | Рейнджерс (2)         |
| 16 вересня 2014      |                 |                       |
| Селтік               | 3:0             | Гарт оф Мідлотіан (2) |
| Данді Юнайтед        | 1:0             | Данді                 |
| Гамільтон Академікал | 0:0 дч пен. 6:5 | Мотервелл             |

## Чвертьфінали
| Команда 1      | Рахунок         | Команда 2            |
| -------------- | --------------- | -------------------- |
| 28 жовтня 2014 |                 |                      |
| Рейнджерс (2)  | 1:0             | Сент-Джонстон        |
| 29 жовтня 2014 |                 |                      |
| Гіберніан (2)  | 3:3 дч пен. 6:7 | Данді Юнайтед        |
| Абердин        | 1:0             | Гамільтон Академікал |
| Селтік         | 6:0             | Партік Тісл          |

## Півфінали
| Команда 1     | Рахунок | Команда 2     |
| ------------- | ------- | ------------- |
| 31 січня 2015 |         |               |
| Данді Юнайтед | 2:1     | Абердин       |
| 1 лютого 2015 |         |               |
| Селтік        | 2:0     | Рейнджерс (2) |

## Фінал
| 15 березня 2015 16:00 (CET) |

| Данді Юнайтед | 0:2      | Селтік                  |
| ------------- | -------- | ----------------------- |
|               | Протокол | Коммонс 28' Форрест 79' |

| Гемпден-Парк, Глазго Глядачів: 49 259 Арбітр: Боббі Медден |